# 24028 Veronicaduys
24028 Veronicaduys là một tiểu hành tinh vành đai chính với chu kỳ quỹ đạo là 1608.8618974 ngày (4.40 năm).
Nó được phát hiện ngày 9 tháng 9 năm 1999.